# Ромашкино (Каракулинский район)
Рома́шкино — деревня в Каракулинском районе Удмуртии. Входит в состав Каракулинского сельского поселения.

## География
Деревня находится в юго-восточной части республики, на расстоянии примерно 1 км (по прямой) к западу от села Каракулино, административного центра района.

### Часовой пояс
Деревня Ромашкино, как и вся Удмуртия, находится в часовой зоне МСК+1. Смещение применяемого времени относительно UTC составляет +4:00.

## Население
| 2009 | 2010 | 2012 |
| ---- | ---- | ---- |
| 51   | ↘40  | ↘37  |

### Национальный состав
Согласно результатам переписи 2002 года, в национальной структуре населения русские составляли 94 % из 50 чел.